# In silico
In silico — це латинська фраза, яка вживається у значенні «зроблено за допомогою комп'ютера або за допомогою комп'ютерної симуляції». Фразу стали вживати за аналогією до in vivo чи in vitro, які широко використовують у біології. Латинською мовою in silico нічого не означає; це штучно створена фраза.

## Історія фразиin silico
Фразу in silico вперше опублікували у 1989 році (Лос-Аламос, Нью-Мексико, Los Alamos, New Mexico, «Cellular Automata: Theory and Applications»). Педро Мірамонтес (Pedro Miramontes), математик із Національного Автономного Університету Мексики, зробив доповідь про фізико-хімічні властивості ДНК та РНК, клітинні автомати та молекулярну еволюцію. У своїй доповіді Мірамонтес уживав фразу «In silico», коли мав на увазі біологічні експерименти, які виконував за допомогою комп'ютера. Ця робота згодом переросла у кандидатську дисертацію Мірамонтеса.
In silico уживали також при створенні Комісією Європейського Суспільства програм по вивченню бактеріальних геномів. Найперша публікація, де з'явилася фраза «in silico», була написана групою вчених із Франції у 1991. Перший раз у книзі «in silico» з'являється у 1990 році. Написав цю книгу Ганс Б. Сайбург (англ. Hans B. Sieburg). Працю презентували на літній школі зі складних систем в інституті Санта-Фе.).

### In silicioчиin silico

ДНК

«In silico» походить від «in silicio», бо це правильна назва латинською мовою. Означає «у кремнії, у силіціумі». Слово силіціум, silicium, уперше запропонував у 19 столітті Берцеліус. «In silico» — це досить поширена фраза. Вона навіть присутня у назві наукового журналу (Біологія «In silico», або In Silico Biology [Архівовано 15 травня 2012 у WebCite])
Уживають фразу «in silico» тільки у тих випадках, коли за допомогою комп'ютера створюють моделі процесів, що відбуваються у природі чи в лабораторних умовах. Це стосується усіх природничих наук. Але в інших випадках фрази «комп'ютерні розрахунки» та «in silico» не тотожні.